# Teodor Rudziński
Teodor Rudziński – pułkownik żandarmerii cesarskiej i królewskiej armii.

## Życiorys
Został oficerem cesarskiej i królewskiej armii. Pełnił funkcję instruktora oddziału przygotowawczego we Lwowie w strukturze C. K. Komendy Żandarmerii dla Galicji, w stopniu porucznika (1880), późnej w stopniu nadporucznika (1889, 1890), rotmistrza II klasy (1895). Od końca lat 90. XIX wieku w stopniu rotmistrza I klasy sprawował stanowisko komendanta oddziałowej komendy nr 1 we Lwowie. Jako rotmistrz I klasy w listopadzie 1901 został awansowany do stopnia majora I klasy. Później był we Lwowie eksponowanym oficerem sztabowym C. K. Komendy Żandarmerii dla Galicji, w 1905 w stopniu majora, w 1907 w stopniu podpułkownika.
Przed 1895 otrzymał austriacki Wojskowy Medal Zasługi, a przed 1901 Wojskowy Krzyż Zasługi. Jako pułkownik z Krajowej Komendy żandarmerii nr 5 we Lwowie w 1907 został przeniesiony w stan spoczynku i wówczas odznaczony Krzyżem Kawalerskim Orderu Franciszka Józefa.